# John Collier (Reformer)
John Collier (* 4. Mai 1884; † 8. Mai 1968 in Taos) war ein US-amerikanischer Sozialreformer, der sich für die Rechte der Indianer Nordamerikas einsetzte.

## Leben

### Frühe Jahre
John Collier wuchs in Atlanta als Sohn des bekannten Geschäftsmanns und Politikers Charles Collier auf. Er studierte an der Columbia University und am Collège de France in Paris. Noch während seiner Studienzeit in den Vereinigten Staaten begann er mit der Entwicklung einer Sozialphilosophie, die später seine Arbeit mit Indianern prägen sollte, befasste sich zudem mit den möglicherweise ungünstigen Auswirkungen des Industriezeitalters. Seiner Ansicht nach entwickelte sich die Gesellschaft in eine zu sehr von materialistischen und individualistischen Gesichtspunkten geprägte Richtung und er folgerte daraus, dass die Kultur Amerikas zu einem Gefühl von Gemeinschaft und Verantwortungsbewusstsein zurückfinden müsse. 1908 wurde ein Artikel Colliers über die sozialistisch orientierte Regierung von Milwaukee (Wisconsin) im Magazin Harper’s Weekly veröffentlicht, im Oktober 1919 zog der inzwischen 35-jährige nach Kalifornien um. Dort arbeitete er auf organisatorischer Ebene für die California Housing and Immigration Commission mit Instituten daran, Immigranten amerikanische Kultur und Lebensweise beizubringen (Amerikanisierung).

### Einsatz für Indianerrechte (1919–1933)
Bei einem Besuch der beim Volk der Taos in Taos (New Mexico) lebenden befreundeten Künstlerin Mabel Dodge begegnete Collier 1919 erstmals selbst nordamerikanischen Indianern. Die folgenden zwei Jahre verbrachte er daraufhin selbst in einer nahen Künstlerkolonie und studierte Geschichte und Lebensweise der Indianervolkes. Bei seiner Abreise 1921, um eine Arbeitsstelle als Lehrer in San Francisco anzutreten, war er der festen Überzeugung, dass die Indianer und ihre Kultur nicht durch die zunehmende Amerikanisierung der Ureinwohner Amerikas verloren gehen dürften. Er stellte sich daher in der Folge gegen die zu jener Zeit üblichen Assimilationsmechanismen und forderte die Ermöglichung eines stärkeren kulturellen Pluralismus beim Umgang mit den Indianervölkern. Einen wesentlichen Faktor für das Überleben dieser Völker sah er im Erhalt ihres eigenen Grund und Bodens und setzte sich für die Aufhebung des Dawes General Allotment Act (Landzuweisungsgesetz) von 1887 ein. Durch dieses Gesetz war das Reservatsland der Indianerstämme zunächst in Parzellen unterteilt und anschließend nach festen Verteilungsschlüsseln als Privatbesitz innerhalb der Völker verteilt worden. Ziel war dabei zum einen gewesen, das traditionell starke Zusammengehörigkeitsgefühl der Indianer zu brechen, zum anderen, die Indianer durch zwangsweise Umerziehung dauerhaft zu Amerikanisieren. Der Einschätzung Colliers zufolge war das Gesetz gescheitert und hatte zu massivem Landverlust auf Seiten der Indianervölker geführt. Mit Colliers intensivem Einsatz für eine Neuausrichtung der Indianerpolitik der Vereinigten Staaten ist 1922 als Wendepunkt dieser Politik zu nennen. War Kritik vormals üblicherweise gegen korrupte und wenig kompetente Funktionäre des Bureau of Indian Affairs gerichtet gewesen, so attackierte Collier nun direkt gegenwärtige Politik und Gesetzgebung, die dem Wohlergehen der nordamerikanischen Indianer abträglich waren. Ein erster Durchbruch in einem die ganze Dekade andauernden Kampf um Indianerrechte gelang ihm schließlich, als 1926–1927 auf sein Bestreben hin eine große Studie durchgeführt wurde, in welcher die Bedingungen untersucht wurden, unter denen Indianer in den Vereinigten Staaten lebten. Durch diese Studie, die als Meriam Report bekannt wurde und die man 1928 unter dem Titel The Problem of Indian Administration veröffentlichte, wurden die Fehler der Indianerpolitik der Vereinigten Staaten sichtbar und klar, wie sehr diese für schwerwiegende Probleme bei Indianervölkern mitverantwortlich war; genannte Problembereiche betrafen dabei Bildung, Gesundheit und Armut.

### Politische Karriere (1933–1945)
Durch den Meriam Report und fortgesetzte Bemühungen Colliers bedingt, wurden indianische Angelegenheiten schließlich wieder zu einem wichtigen Thema auf Bundesregierungsebene. Als Folge des Börsenkrachs am Schwarzen Donnerstag 1929 verschlechterten sich die wirtschaftlichen und sozialen Bedingungen auch für die Indianervölker wesentlich, woraufhin die Regierung um Präsident Herbert Hoover das Bureau of Indian Affairs mit wesentlich höheren finanziellen Mitteln ausstattete als zuvor und zudem neu aufstellte. Wirkliche Reformerfolge in der Indianerpolitik gelangen jedoch erst nach der Wahl von Franklin D. Roosevelt zum US-Präsidenten im Jahre 1932 und der Einführung der staatlichen Programme im Rahmen des sogenannten New Deal; es war auch Roosevelt, der Collier 1933 zum Commissioner of Indian Affairs (Beauftragter für Indianerangelegenheiten) im Bureau of Indian Affairs ernannte. Um die durch die Great Depression verursachten schlechten Bedingungen für die Indianervölker zu verbessern, richtete Collier das Indian Civilian Conservation Corps ein und ermöglichte es Indianern, über Arbeitsbeschaffungsmaßnahmen Tätigkeiten in Bereichen wie Erosionsschutz und Aufforstung aufzunehmen. Eine weitere Maßnahme war die Verabschiedung des Indian Reorganization Act (auch als Wheeler-Howard Act oder Indian New Deal bezeichnet) im Jahre 1934 auf Colliers Initiative hin. Mit ihm beendete man zum einen die Indianervölker betreffende Amerikanisierungsbestrebungen und betonte zugleich einen Ansatz der Selbstbestimmung, zum anderen setzte man die eigenen Bemühungen in vollständigen Gegensatz zum so lange befolgten Indian General Allotment Act des Jahres 1887. Collier war auch wesentlich an der erfolgreichen Verabschiedung des Johnson-O’Malley Act beteiligt, durch den eine Bezuschussung von Hilfsprogrammen medizinischer, sozialer und vor allem bildungstechnischer Art für Indianer in US-Bundesstaaten und US-Territorien durch die Bundesregierung ermöglicht und Verantwortung zwischen diesen geteilt wurde. Auch wenn Collier seine Unterstützung für indianische Selbstbestimmung deutlich herausstellte, wurden seine Indian New Deal-Programme durch nordamerikanische Indianervölker oftmals als nur ein weiterer Versuch von Paternalisierung durch die Politik der Bundesregierung gesehen. Die Bestrebungen Colliers waren dennoch insgesamt erfolgreich und weitreichend, zudem im Falle des Indian Reorganization Act dauerhaft und von erheblichem Einfluss auf die nachfolgende Indianerpolitik der US-Regierung. John Collier selbst trat schließlich 1945 von seinem Posten zurück, von allen Beauftragten für Indianerangelegenheiten vor und nach ihm war er am längsten im Amt.

### Nach 1945
Collier blieb weiterhin Leiter des United States National Indian Institute (per Executive Order 8930 vom 1. November 1941 eingerichtet). Er starb am 8. Mai 1968 mit 84 Jahren in Taos (New Mexico).

## Werke
Bücher (Auswahl)
- John Collier: The Indians of the Americas. W. W. Norton and Company, New York 1947 (englisch).[2]
- John Collier: On the Gleaming Way: Navajos, Eastern Pueblos, Zunis, Hopis, Apaches, and Their Land, and Their Meanings to the World. Sage Books, Denver 1962 (englisch).[3]
- John Collier: From Every Zenith: A Memoir and Some Essays on Life and Thought. Alan Swallow, Denver 1963 (englisch).[4]

Aufsätze (Auswahl)
- John Collier: The Indian in a Wartime Nation. In: Annals of the American Academy of Political and Social Science. Band 223, September 1942, S. 29–35, JSTOR:1023781 (englisch).